# Niamey
Niamey [njaˈmɛ] ist die Hauptstadt von Niger. Mit über zwei Millionen Einwohnern ist es die mit Abstand bevölkerungsreichste Stadt des rund 26 Millionen Einwohner zählenden Landes. Die Millionenstadt am Strom Niger ist das politische, kulturelle und wirtschaftliche Zentrum des Landes.
Im Vergleich mit anderen Großstädten Nigers wie Agadez und Zinder ist Niamey eine junge Stadt, die erst im 20. Jahrhundert in einem zuvor nur aus kleinen Dörfern bestehenden Gebiet von der damaligen Kolonialmacht Frankreich angelegt wurde. Von 1903 bis 1910 und dann endgültig ab 1926 wurde Niamey an Stelle von Zinder Hauptstadt der französischen Nigerkolonie, einem Bestandteil Französisch-Westafrikas, die 1945 zum französischen Überseeterritorium wurde. Seit der Unabhängigkeit Nigers im Jahr 1960 ist Niamey die Hauptstadt eines der ärmsten Länder der Welt und mit ihrer im Vergleich zu den ländlichen Regionen des Landes besseren Infrastruktur von ungebrochener Anziehungskraft für Zuwanderer.

## Geographie

### Lage

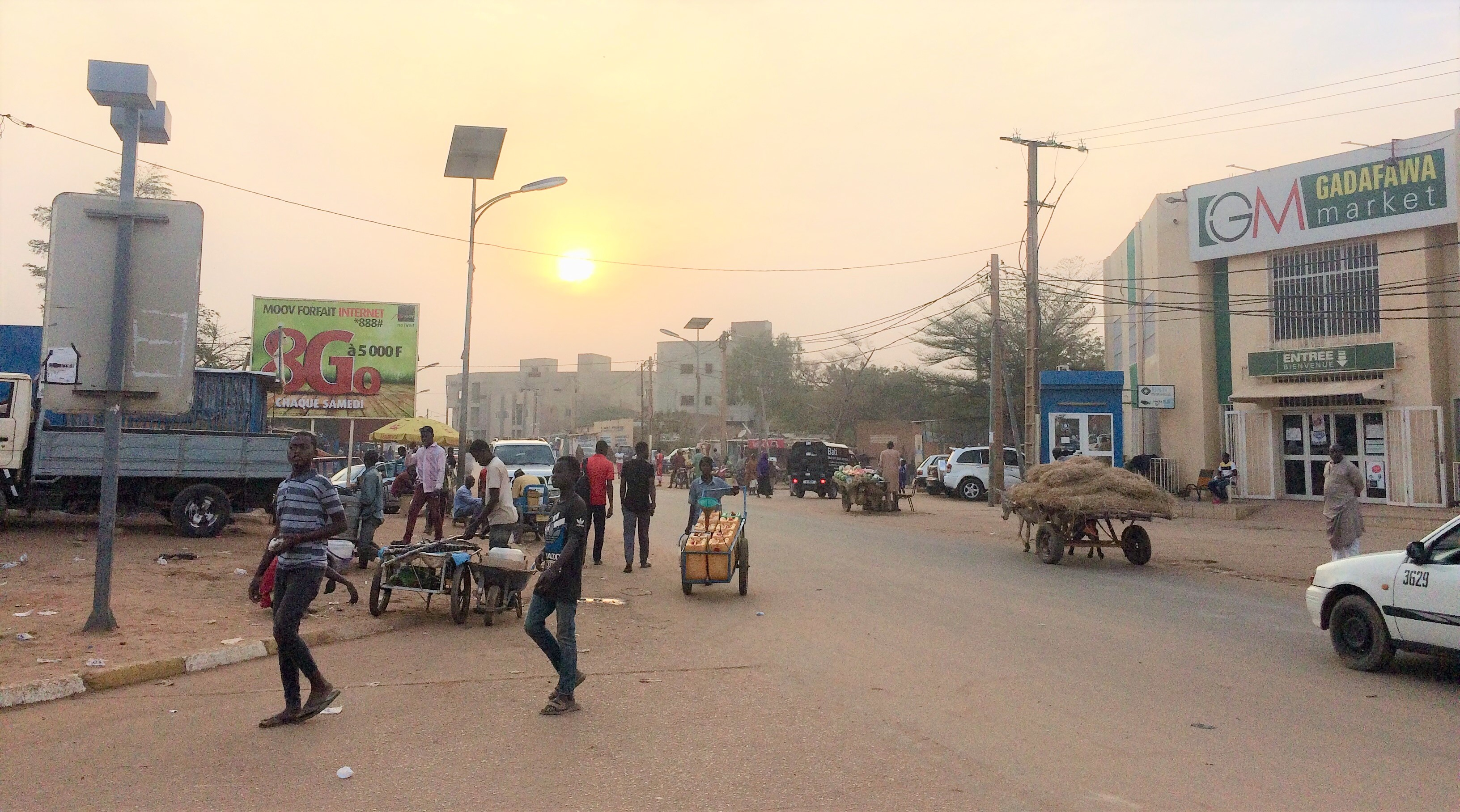
Straßenszene im Stadtviertel Yantala Bas

Die Stadt liegt im Südwesten des Landes beiderseits des Flusses Niger. Das linke und das rechte Flussufer sind durch drei Straßenbrücken verbunden. Die Lage am Fluss prägt die in der semiariden Sahelzone gelegene Stadt, deren Gebiet von Grüngürteln durchzogen ist. 2688 Hektar des Stadtgebiets sind Grünflächen, wovon 255 Hektar als Waldschutzgebiet gelten. Niamey ist vollständig von der Region Tilláberi und deren Departement Kollo umgeben. Die Nachbargemeinden Niameys sind Karma im Nordwesten, Hamdallaye im Nordosten, Liboré im Südosten und Bitinkodji im Südwesten.

### Stadtgliederung
Niamey besteht aus fünf Arrondissements: Niamey I, Niamey II, Niamey III und Niamey IV am linken Niger-Ufer sowie Niamey V am rechten Niger-Ufer. Die fünf Arrondissements sind in kleinere Verwaltungseinheiten gegliedert: Es gibt in Niamey insgesamt 106 Stadtviertel, 31 Dörfer und 56 Weiler.
Das überschaubare Stadtzentrum von Niamey erstreckt sich über Teile der Arrondissements Niamey I, Niamey II und Niamey III am linken Flussufer. Die Auffahrt zur Kennedybrücke setzt sich in einem von der Rue de Gaweye, der Rue du Commerce und der Rue de Kalley gebildeten Straßenzug fort, der annähernd rechtwinklig zum Fluss verläuft. Das im Südwesten direkt an den Fluss grenzende Stadtzentrum liegt beiderseits dieses Straßenzugs. Die großen Stadtteile Plateau im Nordwesten und Terminus im Südosten bilden seine Ausläufer. Das Stadtzentrum und die umliegenden Viertel sind dicht besiedelt und bilden gleichzeitig die Handelszentren der Stadt. Wie in ganz Niamey prägen auch im Zentrum Lehmhäuser das Stadtbild. In den Stadtvierteln an der Peripherie sind die wenigen Villen westlichen Zuschnitts zu finden, die von der politischen und wirtschaftlichen Oberschicht bewohnt werden. Die eingemeindeten Dörfer am Stadtrand haben ihren ländlichen Charakter beibehalten. Hinzu kommt eine steigende Anzahl informeller Siedlungen, die neben Lehmhäusern vor allem durch Strohhütten gekennzeichnet sind.

### Geologie und Klima
Die Stadt liegt am westlichen Rand eines in geologischer Hinsicht zum Erdzeitalter Tertiär gehörenden Gebiets, das sich in Richtung Osten bis in die Region Tahoua erstreckt. Niamey besitzt ein semiarides Klima. Die höchsten Niederschlagsmengen gibt es in den Monaten Mai bis September. Der Fluss Niger hat in Niamey in den Monaten April bis Juni den niedrigsten Wasserstand. Gemessen an monatlichen Durchschnittswerten fließen bei Niedrigwasser in Niamey zwischen 22 und 99 Kubikmeter Wasser in der Sekunde durch das Flussbett. Die höchsten monatlichen Durchschnittswerte werden mit 1660 bis 1880 Kubikmeter Wasser in der Sekunde erreicht. 2007 wurden ein minimaler Temperaturmittelwert von 23,5 Grad Celsius und ein maximaler Temperaturmittelwert von 36,6 Grad Celsius gemessen. Im selben Jahr gab es 47 Regentage, die Niederschlagsmenge betrug 523,3 mm. Niamey ist von Smog betroffen, der besonders durch brennende Mülldeponien entsteht und durch die Kessellage der Stadt begünstigt wird.
|                       | Jan  | Feb  | Mär  | Apr  | Mai  | Jun  | Jul  | Aug  | Sep  | Okt  | Nov  | Dez  |   |      |
| Mittl. Tagesmax. (°C) | 33,6 | 35,8 | 39,9 | 41,3 | 40,6 | 37,5 | 34,1 | 31,5 | 33,6 | 36,4 | 36,8 | 33,6 | ⌀ | 36,2 |
| Mittl. Tagesmin. (°C) | 15,5 | 18,0 | 22,2 | 25,5 | 27,2 | 25,1 | 23,6 | 22,3 | 22,9 | 23,2 | 18,7 | 15,4 | ⌀ | 21,6 |
|                       |      |      |      |      |      |      |      |      |      |      |      |      |   |      |
| Niederschlag (mm)     | 0    | 0    | 3    | 6    | 35   | 73   | 167  | 198  | 93   | 16   | 0    | 0    | Σ | 591  |
|                       |      |      |      |      |      |      |      |      |      |      |      |      |   |      |
| Sonnenstunden (h/d)   | 9,1  | 9,4  | 8,7  | 8,4  | 9    | 8,9  | 8,3  | 7,6  | 8,4  | 9,2  | 9,4  | 9    | ⌀ | 8,8  |
|                       |      |      |      |      |      |      |      |      |      |      |      |      |   |      |
| Regentage (d)         | 0    | 0    | 0    | 0    | 3    | 5    | 10   | 11   | 8    | 2    | 0    | 0    | Σ | 39   |
|                       |      |      |      |      |      |      |      |      |      |      |      |      |   |      |
| Luftfeuchtigkeit (%)  | 22   | 17   | 18   | 27   | 42   | 55   | 67   | 74   | 73   | 53   | 34   | 27   | ⌀ | 42,6 |

| 15,5 |

| 18,0 |

| 22,2 |

| 25,5 |

| 27,2 |

| 25,1 |

| 23,6 |

| 22,3 |

| 22,9 |

| 23,2 |

| 18,7 |

| 15,4 |

| 15,5 |

| 18,0 |

| 22,2 |

| 25,5 |

| 27,2 |

| 25,1 |

| 23,6 |

| 22,3 |

| 22,9 |

| 23,2 |

| 18,7 |

| 15,4 |

## Geschichte

### Entstehung
Die Stadt Niamey entstand zu Beginn des 20. Jahrhunderts. Der Rang als Vorgängersiedlung ist zwischen Goudel, Kalley, Maourey, Saga und Yantala umstritten. Die ursprünglichen Bewohner in der Region waren Songhai, die sich im 18. Jahrhundert mit Kallé, einer Untergruppe der Zarma, vermischten. Europäische Entdecker und Eroberer kamen erst relativ spät in das Gebiet, das an keiner wichtigen Handelsroute lag und von den Afrikaforschern Heinrich Barth und Charles Monteil, die andere Teile Nigers bereisten, unberührt blieb.
Niamey als topographische Bezeichnung tauchte erstmals um 1898 in Berichten der Mission Hourst auf, einer hydrographischen Expedition unter der Leitung des französischen Offiziers Émile Auguste Léon Hourst. Zur Herkunft und Bedeutung des Namens Niamey gibt es verschiedene Legenden. Eine besagt, eine alte Frau hätte an einer bestimmten Stelle am Fluss Wasser entnommen, an der dann die erste Siedlung entstand: Der Name Niamey käme demnach von Nya-me, das Wasserstelle der Mutter bedeutet. Eine andere Legende führt den Namen auf ein Oberhaupt des Kallé-Clans zurück, das zu seinen Sklaven gesagt haben soll: „Oua niammané“ (Nehmt dieses Land).

### Unter französischer Herrschaft

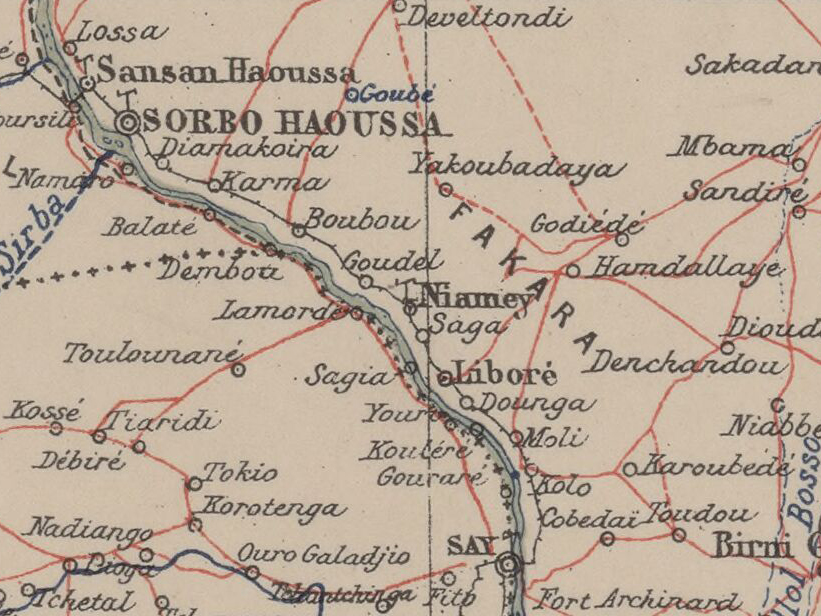
Ausschnitt einer Karte von 1903 mit Niamey im Zentrum

Die eigentliche Geburtsstunde der Stadt schlug am 15. Mai 1902 durch die Einrichtung des französischen Militärpostens Niamey unter Hauptmann Henri Salaman. Im Wettlauf um Afrika stießen in diesem Teil der Sahelzone französische auf britische Territorialansprüche. Eine von 1901 bis 1903 dauernde Dürreperiode in der Sahelzone bewirkte, dass sich Flüchtlinge aus ländlichen Gebieten in Niamey niederließen. 1903 wurde Niamey Verwaltungssitz des Territoire Militaire du Niger. Dieses französische Militärterritorium erstreckte sich anfangs von Gao und Timbuktu im Westen bis N’Guigmi im Osten. Mit 1. Januar 1911 wurde der Verwaltungssitz des Militärterritoriums von Niamey in die weiter östlich gelegene alte Stadt Zinder verlegt. Die Dürreperioden von 1913 und 1914 brachten eine zweite Welle von Migranten nach Niamey. 1920 erhielt das Militärterritorium eine Zivilverwaltung, 1922 wurde es in die französische Nigerkolonie umgewandelt.

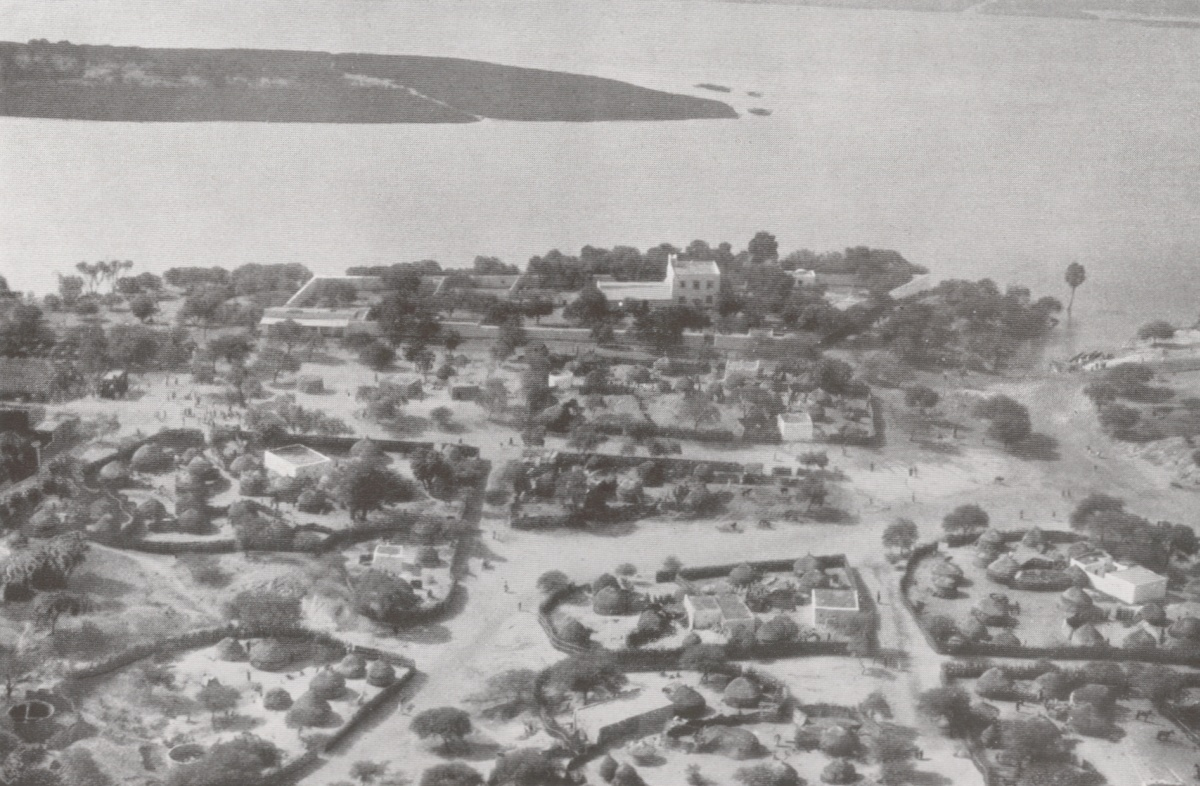
Niamey im Jahr 1930 (Luftaufnahme von Walter Mittelholzer)

Unter Jules Brévié, dem bis 1929 amtierenden ersten Gouverneur der neuen Kolonie, wurde mit 28. Dezember 1926 die Hauptstadt der Nigerkolonie von Zinder nach Niamey verlegt. Dafür waren mehrere Gründe ausschlaggebend: Niamey war von den französischen Kolonien Obervolta, Mali und Dahomey verkehrstechnisch besser zu erreichen als Zinder. Umgekehrt lag Zinder zu nahe bei der britischen Kolonie Nigeria. Außerdem herrschte in Zinder aufgrund der steigenden Einwohnerzahl Wasserknappheit. Das europäische Viertel Niameys befand sich auf zwei Plateaus rund vierzig Meter oberhalb des Flusses. Die Wohngebiete der afrikanischen Zuwanderer gruppierten sich, im Schachbrettmuster angelegt, um das europäische Viertel. Eine dritte Welle von Landbewohnern, die wegen Ernteausfällen im Gebiet um Niamey flüchten mussten, erreichte die Stadt in den Jahren 1931 und 1932. Auch wenn viele der Flüchtlinge wieder in die ländlichen Gebiete zurückkehrten, führte die dritte Welle zur Bildung neuer Stadtviertel. 1931 erhielt Niamey den Rang eines Kantons.
Von den Kampfhandlungen im Zweiten Weltkrieg war Niamey nicht direkt betroffen. Ganz Französisch-Westafrika unterstand dem Vichy-Regime und wehrte noch 1942 einen Angriff der Alliierten auf die Hauptstadt Dakar ab. Erst nach der Gründung des Französischen Komitees für die Nationale Befreiung im Jahr 1943 wechselte Französisch-Westafrika auf die Seite der Forces françaises libres. Bis 1945, als die Einwohnerzahl rund 8000 betrug, hatte Niamey ein kontinuierliches Bevölkerungswachstum. Nach dem Zweiten Weltkrieg stieg die Einwohnerzahl sprunghaft an. Die französische Kolonialverwaltung in Niamey warb gezielt um gebildete Bevölkerungsschichten aus den umliegenden Kolonien. Ferner ließen sich viele Nigrer aus wirtschaftlichen Erwägungen in der Hauptstadt nieder. In den späten 1940er und den 1950er Jahren wurde ein umfangreiches Bauprogramm realisiert. Neben Wohngebäuden wurden unter anderem ein Rathaus, ein Krankenhaus und mehrere Schulen errichtet. Die Stadt breitete sich in Richtung Nordosten und entlang des steilen Flussufers aus.
1954 wurde Niamey zu einer Commune mixte de 1er degré (deutsch etwa Stadt- und Landgemeinde ersten Grades) erhoben; dies war die Grundlage für eine ausgeprägte eigenständige Stadtverwaltung. Auf das Streben nach mehr Unabhängigkeit vom Mutterland reagierte die französische Kolonialverwaltung, indem sie schrittweise eine lokale Selbstverwaltung durch Nigrer einführte. Vor diesem Hintergrund wurde 1956 Djibo Bakary, der ein Jahr später stellvertretender Regierungschef Nigers wurde, der erste gewählte Bürgermeister Niameys. 1959 wurde die Commune mixte de 1er degré jedoch wieder aufgelöst. Die Verwaltung der Stadt wurde einer Sonderkommission unter der Leitung eines Präsidenten übertragen.

### Seit der Unabhängigkeit des Niger

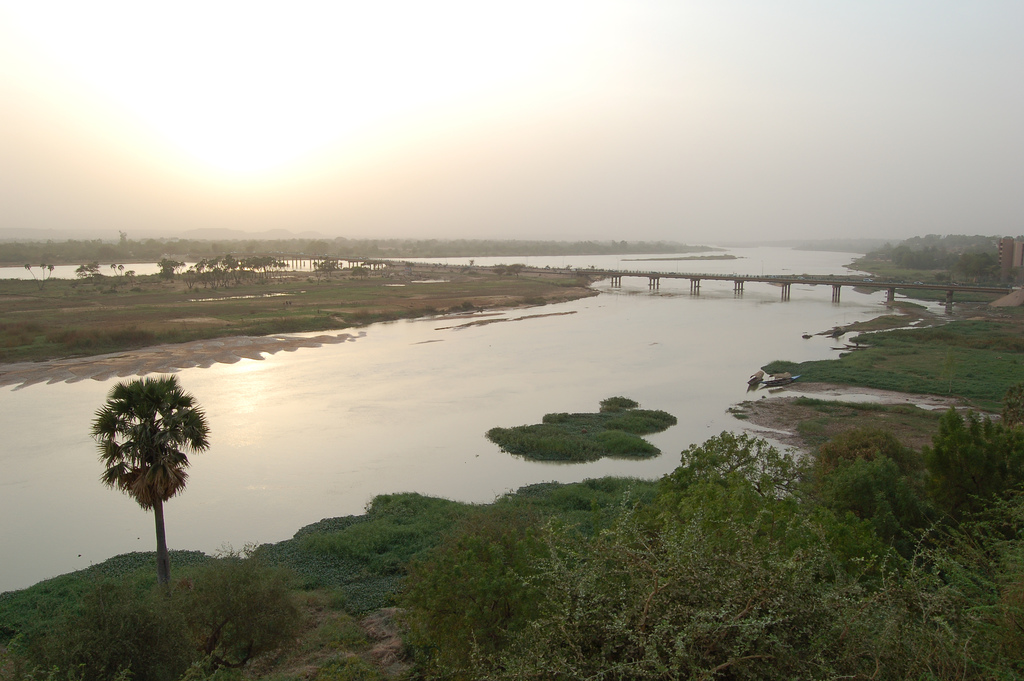
Kennedybrücke am Niger, eröffnet 1970

Mit der Unabhängigkeit des Staates Niger im Jahr 1960 wurde Niamey dessen Hauptstadt. Bereits 1961 wurde die apostolische Präfektur Niamey zum Bistum erhoben, mit Hippolyte Berlier als erstem römisch-katholischen Bischof von Niamey. 1963 übernahmen ein Administrator und zwei Stellvertreter die Verwaltung der Hauptstadt. Mit der landesweiten Verwaltungsreform von 1966 wurde ein vom Präsidenten der Republik ernannter Bürgermeister an die Spitze der Stadtverwaltung gestellt. Nicht zuletzt aufgrund von Hungersnöten in den 1960er und 1970er Jahren setzte sich das rapide Bevölkerungswachstum in Niamey fort. Die Errichtung der Kennedybrücke über den Fluss Niger von 1967 bis 1970 begünstigte die stärkere Besiedelung der rechten Flussseite. 1984 wurde Niamey in fünf Distrikte mit der Verwaltung durch Distriktsleiter eingeteilt; jedes hatte einen Préfet-Maire (Präfekt-Bürgermeister).
1989 wurde die Stadt in den Gemeindeverbund Communauté Urbaine de Niamey (CUN) umgewandelt, bestehend aus drei Stadtgemeinden: am linken Nigerufer Niamey I, entstanden aus dem 1. und 2. Distrikt, und Niamey II, entstanden aus dem 3. und 4. Distrikt und am rechten Nigerufer Niamey III, der vormalige 5. Distrikt. Die Leitung der drei Stadtgemeinden übernahmen relativ machtlose Bürgermeister, deren Hauptaufgabe darin bestand, die Beschlüsse des Präfekten der CUN umzusetzen. 1996 wurden die Stadtgemeinden des Gemeindeverbunds neu konstituiert. Nunmehr bestand die CUN aus fünf Stadtgemeinden. Der Vorort Liboré wurde 2001 als Stadtgemeinde Niamey VI der Hauptstadt angeschlossen. Dies wurde 2002 rückgängig gemacht und Liboré wieder zu einer selbstständigen Gemeinde in der Region Tillabéri. Ein ernannter Gouverneur steht seit 2002 an der Spitze der Stadtverwaltung von Niamey. 2010 regelte eine Verordnung die Umwandlung des Gemeindeverbunds Niamey in die Stadt Niamey (ville de Niamey) als Gemeinde mit Sonderstatus (commune à statut particulier). Aus den fünf bisherigen Stadtgemeinden gingen fünf Arrondissements hervor. Seitdem gibt es zusätzlich zum Amt des Gouverneurs das Amt eines Oberbürgermeisters (maire central).
Im August 2010 erreichte der Fluss Niger in Niamey seinen höchsten Pegelstand seit 1929. Durch Überschwemmungen wurden mehrere Stadtviertel zerstört und rund 20.000 Menschen obdachlos.
Beim Militärputsch in Niger 2023 sperrten Soldaten der Präsidialgarde den Zugang zum Präsidentenpalast in Niamey und hielten den Präsidenten Mohamed Bazoum fest.

#### Lufttransport-Stützpunkt Niamey (2016–2024)
Die Bundeswehr betreibt seit 2016 den Lufttransport-Stützpunkt Niamey. Dieser wurde zum Aufrechterhalten der Rettungskette und zur Versorgung der damaligen deutschen Einsatzkontingente der Mission MINUSMA (Mission Multidimensionnelle Intégrée des Nations Unies pour la Stabilisation au Mali) genutzt. Kernauftrag von MINUSMA war die Absicherung der Einhaltung des Abkommens für Frieden und Aussöhnung zwischen den ehemaligen Bürgerkriegsparteien in Mali. Die Bundeswehr beteiligte sich daran von Januar 2016 bis Dezember 2023. Über den Lufttransportstützpunkt Niamey fand, neben Dakar im Senegal und Bamako in Mali, der Abzug des letzten deutschen MINUSMA-Einsatzkontingentes statt.
Die Bundeswehr beteiligte sich von Februar 2013 bis Mai 2023 auch an der EUTM (European Union Training Mission Mali). Kernauftrag von EUTM war die Unterstützung der malischen Streitkräfte durch Ausbildung und Beratung, damit diese bei der Wiederherstellung der Sicherheit in Mali ihren Beitrag leisten. Seit Mai 2020 waren auch Kräfte der Ausbildungsmission Military Assistance Gazelle in die Strukturen von EUTM integriert. Auch hier diente der Lufttransportstützpunkt Niamey den genannten Zwecken.
Nach dem Militärputsch in Niger wollte die Bundeswehr an ihrem Stützpunkt in Niamey festhalten. Verhandlungen mit den Putschisten scheiterten.

## Bevölkerung

### Bevölkerungsentwicklung

Bevölkerungsentwicklung von Niamey (1920–2008)

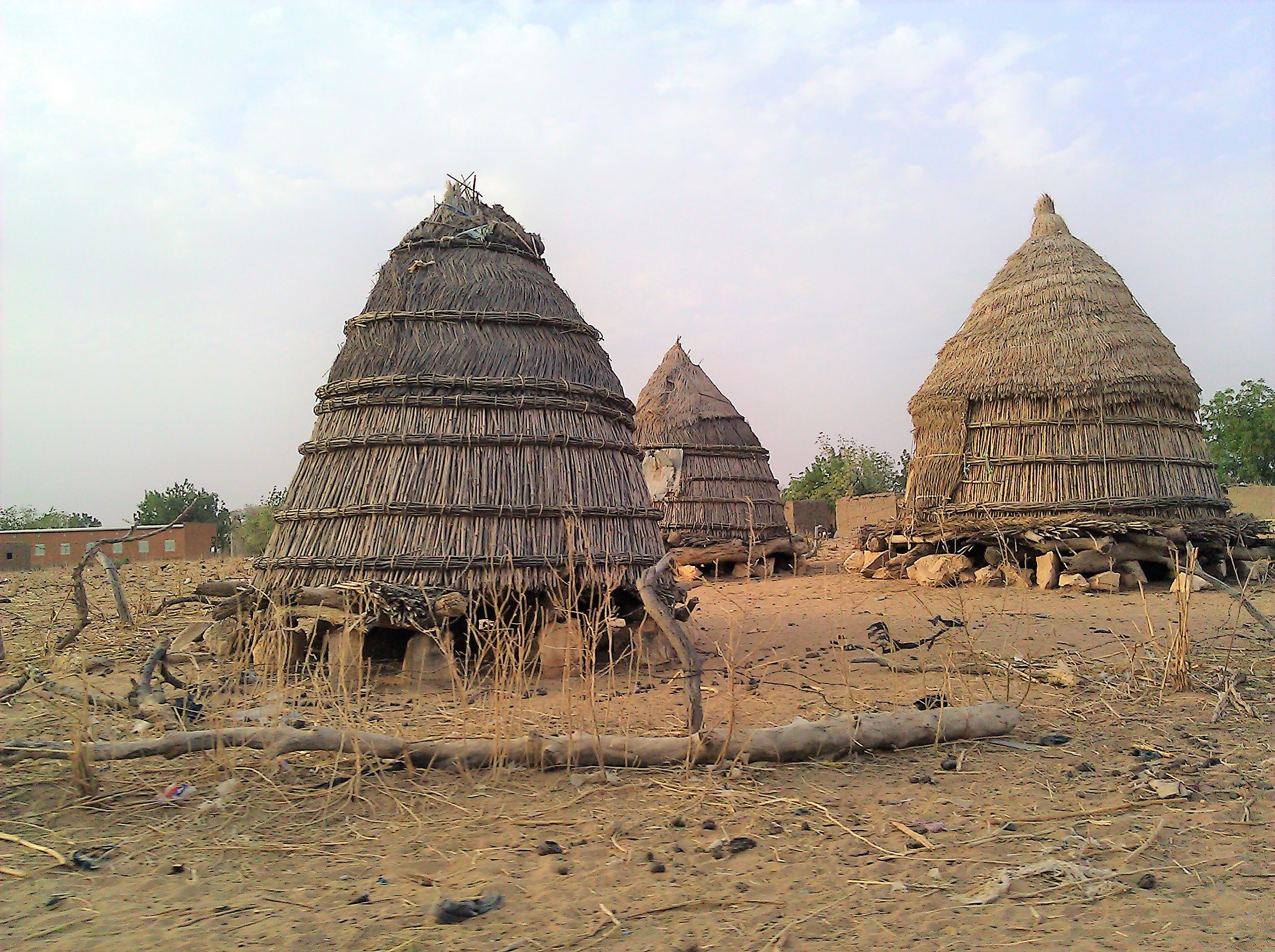
Typische Getreidespeicher, ca. 12 km südlich von Niamey. Sie sind auf kleinen Stelzen gebaut, um Schäden durch Nagetiere und Wasser zu vermeiden.

Die Entwicklung Niameys zur Millionenstadt mit einer Vertausendfachung der Einwohnerzahl innerhalb von nicht einmal hundert Jahren hat(te) zwei Hauptursachen: Zum einen kam es in ganz Niger durch eine hohe Geburtenrate bei gesunkener Kindersterblichkeit zu einem starken Bevölkerungswachstum. Zum anderen war und ist eine Landflucht zu beobachten, bei der Engpässe bei der Ernährung in ländlichen Regionen – zuletzt etwa bei der Hungersnot in der Sahelzone in den 1970er und 1980er Jahren – sowie wirtschaftliche Erwägungen – bessere Arbeitsmöglichkeiten in der Hauptstadt – eine Rolle spielten. Indirekt förderte auch der wirtschaftliche Aufschwung durch den Uranabbau in Arlit seit den 1960er Jahren die Urbanisierung des Landes.
Dieses Bevölkerungswachstum führte zu massiven Wohnungsproblemen, die durch die weitverbreitete Armut, eine überforderte städtische Verwaltung und einen dysfunktionalen privaten Wohnungsmarkt verstärkt wurden. Mehr als die Hälfte der Wohnungen haben (Stand 2010) keinen dauerhaften Charakter und mehr als vier Fünftel sind mangelhaft ausgestattet. Die meisten Wohnhäuser sind aus Lehm, Beton und Stroh gebaut. Die in der Regel von mehreren Haushalten bewohnten Lehmhäuser prägen das Stadtbild. Sie stehen in allen Stadtteilen, vom Stadtzentrum bis zu den informellen Siedlungen. Wohnhäuser aus Betonblöcken und mit Blechdächern gibt es vor allem in den Vororten. Sie sind oft ein wenig größer als die Lehmhäuser und haben eigene Stromzähler. Die kegelförmigen Strohhütten werden von den ärmsten Bevölkerungsschichten bewohnt. Sie stehen vor allem in den Grüngürteln und städtischen Freiräumen, wo sie illegal errichtet werden. Die Strohhütten können leicht abgebaut und innerhalb weniger Stunden an anderer Stelle wieder aufgebaut werden, wenn ihre Bewohner vertrieben werden.
Bis 2050 wird ein Wachstum der Agglomeration Niamey auf 6,7 Millionen Einwohner vorhergesagt und für das Jahr 2100 56,1 Millionen Einwohner. Die Wachstumsprognose basiert auf der schnell wachsenden Bevölkerung des Landes in Verbindung mit einer voranschreitenden Urbanisierung. Wegen der begrenzten Ressourcen des Landes ist ein derartiges Wachstum schwer vorstellbar.
| Jahr           | 1920      | 1930      | 1945      | 1960      | 1972      | 1977         | 1988         | 2001         | 2008           | 2012         |
| -------------- | --------- | --------- | --------- | --------- | --------- | ------------ | ------------ | ------------ | -------------- | ------------ |
| Einwohnerzahl  | < 1.000   | 1.600     | 8.000     | 33.800    | 108.000   | 233.414      | 391.876      | 674.950      | 1.033.295      | 1.026.848    |
| Datengrundlage | Schätzung | Schätzung | Schätzung | Schätzung | Schätzung | Volkszählung | Volkszählung | Volkszählung | Fortschreibung | Volkszählung |

### Ethnische Gruppen und Sprachen
Die größten ethnischen Gruppen in der Stadt sind die Songhai und Zarma mit zusammen 51,1 % der Gesamtbevölkerung, gefolgt von den Hausa mit 34,4 %. Landesweit stellen die Hausa die Bevölkerungsmehrheit. Die Lage der Hauptstadt im traditionellen Songhai-Zarma-Gebiet führt seit der Unabhängigkeit Nigers wiederholt zu Konkurrenzsituationen zwischen den Hausa auf der einen und den Songhai und Zarma auf der anderen Seite. 
Schon in der Kolonialzeit bevorzugte Frankreich bei der Vergabe politischer Schlüsselpositionen an Nigrer oft die Songhai und Zarma. Dieses Ungleichgewicht setzte sich in der unabhängigen Republik fort. Die drei ersten Präsidenten Nigers waren allesamt Zarma, erst 1993 wurde mit Mahamane Ousmane ein Hausa zum Präsidenten gewählt. Die drittgrößte Ethnie in Niamey waren 2007 mit 7,5 % die Fulbe; sie leben vor allem in den südlichen Regionen des Landes. Die Tuareg stellten 4,4 % der Stadtbevölkerung. Ihr Hauptsiedlungsgebiet in Niger ist die Region Agadez im Norden des Landes. Hinzu kamen Araber mit 0,5 %, Gourmantché mit 0,4 % und Tubu mit 0,1 % der Stadtbevölkerung. Die verbleibenden 0,3 % der Einwohner gehörten anderen ethnischen Gruppen an, einschließlich eingebürgerter Personen.
Die Stadt liegt in einem traditionellen Zarma-Sprachgebiet. Mitte des 20. Jahrhunderts entwickelte sich Niamey zu einer zweisprachigen Stadt, auf deren Straßen und Märkten neben Zarma Hausa als Vehikularsprache dient. Es wird ein passiver Bilingualismus praktiziert, bei dem Hausa und Zarma in ihrer jeweils eigenen Sprache miteinander sprechen und einander verstehen. Nach dem verstärkten Zuzug von Fulfulde sprechenden Wodaabe und Tamascheq (sowie oft Hausa) sprechenden Tuareg konnte Anfang der 1990er Jahre eine Störung des Systems des passiven Bilingualismus beobachtet werden. Diese wurde oft durch eine dritte Partei behoben, die mittels Hausa oder Französisch dolmetschte.

### Religionen
Der überwiegende Teil der Bevölkerung ist islamischen Glaubens. Die wichtigste Moschee der Stadt ist die Große Moschee im Stadtteil Niamey II. In Niamey befindet sich außerdem der Sitz des 2007 errichteten römisch-katholischen Erzbistums Niamey (1942 als Apostolische Präfektur gegründet, seit 1961 Bistum). Zu den weiteren religiösen Minderheiten in der Stadt zählen unter anderem Bahai, Baptisten und neuapostolische Gläubige.

## Politik
Die Stadt Niamey hat den Rang einer Region und ist damit den sieben nigrischen Regionen Agadez, Diffa, Dosso, Maradi, Tahoua, Tillabéri und Zinder gleichgestellt. An der Spitze der Stadtverwaltung stehen der Gouverneur, der den Gesamtstaat vertritt, und der Oberbürgermeister, der den Vorsitz im Stadtrat innehat. Der Gouverneur wird per Dekret vom Ministerrat der nigrischen Regierung für eine Amtszeit von vier Jahren ernannt. Der Oberbürgermeister wird vom Stadtrat gewählt. Der Stadtrat hat 58 Mitglieder, von denen 45 gewählt werden und dem 13 als Repräsentanten der traditionellen Ortschefs (chefferie traditionnelle) angehören. Die bei den Kommunalwahlen 2020 vergebenen 45 Sitze im Stadtrat sind wie folgt verteilt: 24 MODEN-FA Lumana Africa, 13 PNDS-Tarayya, 2 MNSD-Nassara, 2 MPN-Kiishin Kassa, 2 MPR-Jamhuriya, 1 PJP-Génération Doubara und 1 RCPR-As-Salam. In den Arrondissements gibt es jeweils gewählte Bürgermeister und Bezirksräte.
In der Hauptstadt sind zahlreiche Einrichtungen der gesamtstaatlichen Verwaltung untergebracht. Beim Präsidentenpalast liegt das Regierungsviertel, weiter westlich das Botschaftsviertel Ambassades. Die deutsche Botschaft befindet sich in der Avenue du Général de Gaulle. Österreich ist durch ein Honorarkonsulat, die Schweiz durch eine Konsularagentur diplomatisch vertreten. Zwischen dem Stadion und der Pferderennbahn sind Wohnviertel für nigrische Führungskräfte reserviert. Niamey ist auch Sitz der zwischenstaatlichen Entwicklungsorganisation Niger Basin Authority und der nigrischen Menschenrechtsorganisation Timidria.

## Kultur

### Kulturelle Einrichtungen und Veranstaltungen

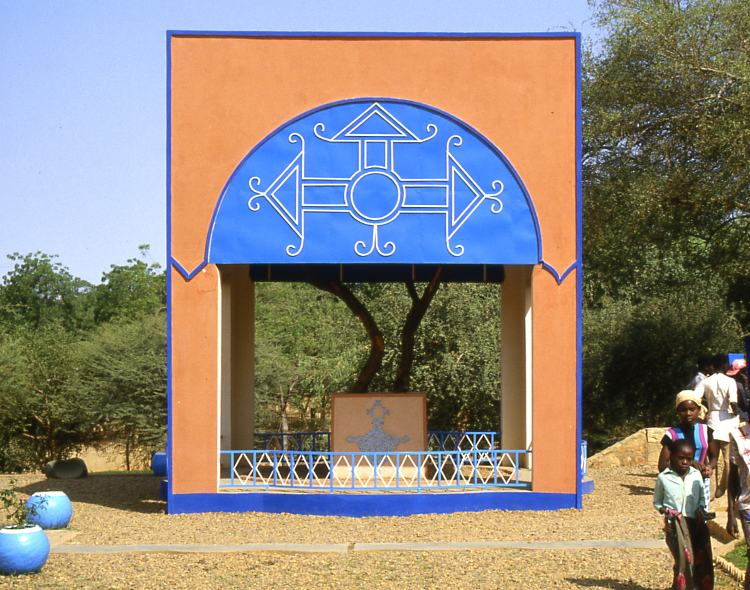
Pavillon mit dem Arbre du Ténéré im Nigrischen Nationalmuseum

Das 1959 gegründete Nigrische Nationalmuseum im Stadtzentrum widmet sich der Kultur und Geschichte des Landes und seiner ethnischen Gruppen. Zu den bekanntesten Exponaten des Museums, das auch einen Zoo umfasst, gehören die Überreste des Arbre du Ténéré, eines als Orientierungspunkt in der Sandwüste Ténéré dienenden Baums. Eine wichtige Rolle im kulturellen Leben der Stadt nehmen mehrere multifunktionale Kulturzentren ein. Der Centre Culturel Franco-Nigérien (CCFN) in der Nähe des Nationalmuseums bietet unter anderem Theater- und Filmvorführungen, Konzerte, wechselnde Ausstellungen, Sprachkurse und einen Bibliotheksbetrieb an. Das zum CCFN gehörende Amphitheater fasst 400 Sitzplätze. Zum 1980 erbauten und nach dem nigrischen Filmregisseur Oumarou Ganda benannten Centre Culturel Oumarou Ganda gehört ein 5000 Sitzplätze fassendes Amphitheater, das für Konzerte sowie Film- und Theateraufführungen genutzt wird. Ein drittes bedeutendes Kulturzentrum ist der Centre culturel américain, dem eine Bibliothek mit 3000 Büchern in englischer und französischer Sprache angeschlossen ist. Bedingt durch die Verbreitung von Fernsehen und Video setzte in Niamey ein Kinosterben ein. Von früher rund einem Dutzend Kinos besteht heute nur noch das auf Hindi-Filme spezialisierte Cinéma Jangorzo.
Die Modeveranstaltung Festival International de la Mode en Afrique (FIMA) wurde vom Modeschöpfer Alphadi gegründet. Sie fand erstmals 1998 in Tiguidit in der Wüste Sahara und ab 2000 mehrmals in Niamey statt. Das Filmfestival Festival international du film d’environnement de Niamey (FIFEN), das sich Umweltthemen widmet, wurde 2008 zum dritten Mal abgehalten. 2005 fanden die 5. Spiele der Frankophonie in Niamey statt.

### Musik

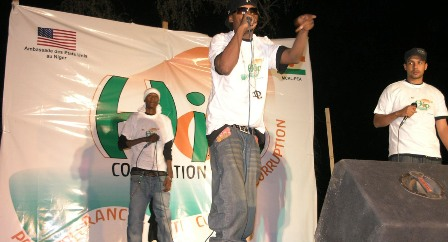
Hip-Hop-Gruppe Black Daps bei einem Konzert in Niamey

Zu den wichtigsten Konzertstätten in Niamey zählen die Kulturzentren Centre Culturel Franco-Nigérien und Centre Culturel Oumarou Ganda sowie das General-Seyni-Kountché-Stadion und der Kongresspalast. Neben traditioneller Musik spielt der Rap eine große Rolle im Kulturleben der Stadt. Ein beliebter Treffpunkt, wo Rap gehört wird, ist die Bar La Galaxie beim Hôtel Sahel im Süden von Niamey III, in der Nähe des Flusses. Bekannte moderne Musiker und Musikgruppen aus Niamey sind Lakal Kane, Black Daps, Wass-Wong, Djoro g, Kaidan Gaskia und Kamikaze.

### Sport
Das General-Seyni-Kountché-Stadion wurde 1989 eröffnet und fasst 35.000 Zuschauer. Es ist das Heimstadion der nigrischen Fußballnationalmannschaft und weiterer Fußballvereine. Dem in ganz Niger beliebten Kampfsport lutte traditionnelle wird in einer eigenen Arena nachgegangen. Bei der Stadtausfahrt Richtung Dosso befindet sich das Hippodrom, die große Pferderennbahn von Niamey.

## Bildung und Wissenschaft

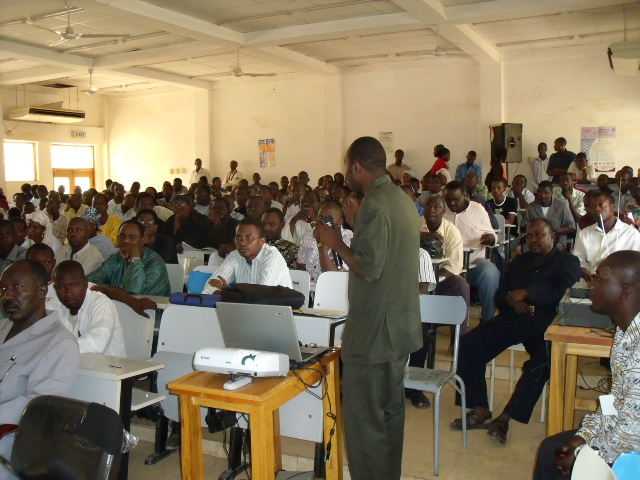
Konferenz an der Abdou-Moumouni-Universität Niamey

In Niamey gibt es 419 Grundschulen, davon sind 116 Privatschulen (Stand 2013). Die Brutto-Einschulungsrate betrug im Schuljahr 2012/2013 122,4 % (landesweit 82,0 %), bei Mädchen 122,5 % (landesweit 74,7 %). Die Grundschulabschlussrate betrug 96,7 % (landesweit 56,4 %), bei Mädchen 98,6 % (landesweit 49,1 %). Die Grundschule in Niger dauert sechs Jahre. Der Unterricht wird in französischer Sprache und in den Nationalsprachen Nigers abgehalten. Viel besucht werden die Koranschulen in der Stadt.
Die staatliche Abdou-Moumouni-Universität Niamey am rechten Niger-Ufer besteht seit 1971. Sie besitzt fünf Fakultäten, eine École normale supérieure und drei Forschungsinstitute, darunter eines für Radionuklide. In Niamey befindet sich außerdem eine Niederlassung des Institut Pasteur, des Grundlagenforschungszentrums für Biologie und Medizin mit Hauptsitz in Paris. Der Comité permanent Inter-Etats de Lutte contre la Sécheresse dans le Sahel betreibt in Niamey am rechten Flussufer das agro-hydrometrische Zentrum AGRHYMET. Der Centre d’études linguistiques et historiques par tradition orale (CELHTO-OUA) sammelt und veröffentlicht mündliche Überlieferungen.

## Wirtschaft und Infrastruktur

### Wirtschaft und Versorgungseinrichtungen

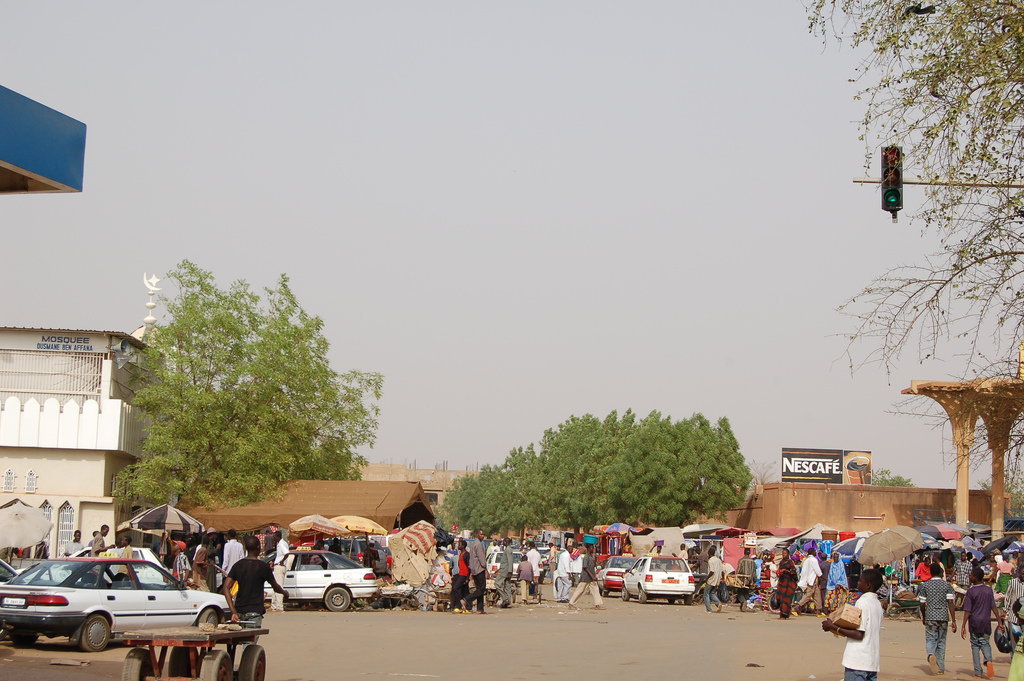
Grand Marché

Wie andere Hauptstädte in der westlichen Sahelzone ist auch Niamey in wirtschaftlicher Hinsicht von geringer Strahlkraft über die Landesgrenzen hinaus. Es gibt keine größeren Warenhäuser, bedeutenden Industriebetriebe und internationalen Unternehmenszentralen in der Stadt. Die wirtschaftlichen Eckpfeiler Niameys sind der Handel und das Handwerk.
Über die ganze Stadt verteilt gibt es zahlreiche Märkte. Der Grand Marché (großer Markt), der 1982 bei einem Feuer zerstört und wieder aufgebaut wurde, bietet eine große Bandbreite an Waren, unter anderem Kleidung, Stoffe und Geschirr. Er liegt in Niamey III am Rand des Stadtzentrums und markiert den Endpunkt des bei der Kennedybrücke beginnenden geradlinigen Straßenzugs aus Rue de Gaweye, Rue du Commerce und Rue de Kalley. Der Petit Marché (kleiner Markt) ist vor allem für den Handel mit Obst, Gemüse und Gewürzen von Bedeutung. Zwischen Grand Marché, Petit Marché und dem Flughafen erstreckt sich ein weitläufiges Handelsviertel. In der Nähe des Petit Marché befindet sich mit der Nouvelle Imprimerie du Niger eine der größten Druckereien Westafrikas.
In Niamey gibt es mehrere Zentren für traditionelles Kunsthandwerk wie Lederbearbeitung, Töpferei und Weberei. Dort werden die Produkte sowohl hergestellt als auch verkauft. Der Salon International de l’Artisanat pour la Femme ist eine alle zwei Jahre in Niamey veranstaltete internationale Messe für Handwerksprodukte von Frauen. Der Vorort Saga ist für seine Zarma-Töpferkunst bekannt. Am Niger in der Nähe des Blumenmarkts wird Gerberei betrieben. Der Fluss wird auch zum Fischfang genutzt. Die Capitaines genannten großen Fische können jeweils zwischen 40 und 50 Kilogramm wiegen und sind geräuchert eine Spezialität in den Restaurants von Niamey. Im Sirba-Tal westlich von Niamey wird seit den 1980er Jahren Gold gewonnen.

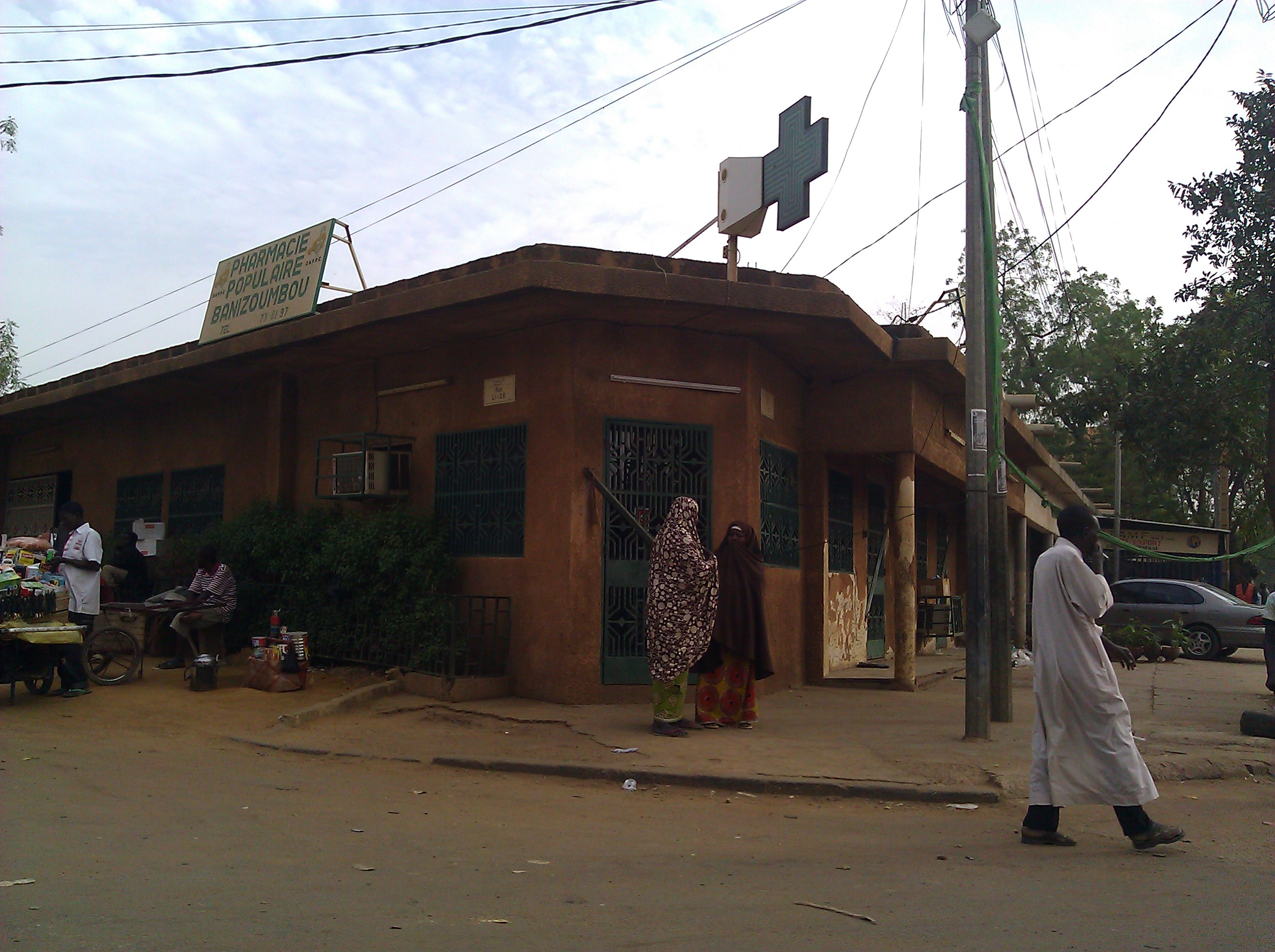
Eine Apotheke in Niamey

Verglichen mit der schlechten medizinischen Versorgung in weiten Teilen Nigers ist es um die Gesundheitseinrichtungen in der Hauptstadt gut bestellt. In Niamey arbeiten 60 % der Ärzte, 40 % der Geburtshelfer und 30 % der Krankenpfleger des Landes. In der Stadt gibt es zwei Nationalkrankenhäuser (das Nationalkrankenhaus Niamey und das Nationalkrankenhaus Lamordé), ein Regionalkrankenhaus und mehrere Gesundheitszentren. Zu den Privatkliniken mit dem besten Ruf gehört die Clinique Gamkalley, die ursprünglich das Krankenhaus Frankreichs in der Nigerkolonie war. Apotheken sind über das ganze Stadtgebiet verteilt. Niamey muss einen Großteil des benötigten Brennholzes aus dem Nachbarland Benin importieren, da der natürliche Baumbestand in der weiteren Umgebung der Stadt stark zurückgegangen ist. Der Zugang zu Trinkwasser erfolgt zu einem großen Teil über private Brunnen und über Wasserverkäufer (ga ruwa), nicht durch den Anschluss an Trinkwasserreservoire. Traditionelle Latrinen überwiegen bei weitem die modernen Wassertoiletten, die sich vor allem in den Villen der reichen Bevölkerungsschicht befinden. In den informellen Siedlungen und den eingemeindeten Dörfern wird an Stelle von Latrinen überhaupt nur das Buschland verwendet. Zur Beleuchtung werden aufgrund mangelnder Elektrizitätsversorgung oft Petroleumlampen eingesetzt. Mineralölprodukte sind allerdings im Süden Nigers an der Grenze zu Nigeria aufgrund von informellem Handel und Schmuggel wesentlich billiger als in der Hauptstadt.

### Verkehr
Der öffentliche Personennahverkehr in der Stadt ist kaum ausgebaut und beschränkt sich auf wenige Buslinien. Es ist üblich, dass die Taxifahrer selbst über ihre Routen entscheiden und auf einer Fahrt wechselweise Passagiere aufnehmen und absetzen. Es gibt nur wenige fixe Taxistandplätze in Niamey. Ungewöhnlich für eine westafrikanische Stadt sind die breiten, großzügig angelegten Boulevards. Der Boulevard Mali Béro wurde 2005 asphaltiert und entwickelte sich seitdem zu einer wichtigen Achse für den Straßenverkehr. Eine weitere größere Straße ist nach dem ehemaligen deutschen Bundespräsidenten Heinrich Lübke benannt. Von herausragender Bedeutung für den Straßenverkehr ist auch die Avenue François Mitterrand, die sich in der Avenue de la République fortsetzt.

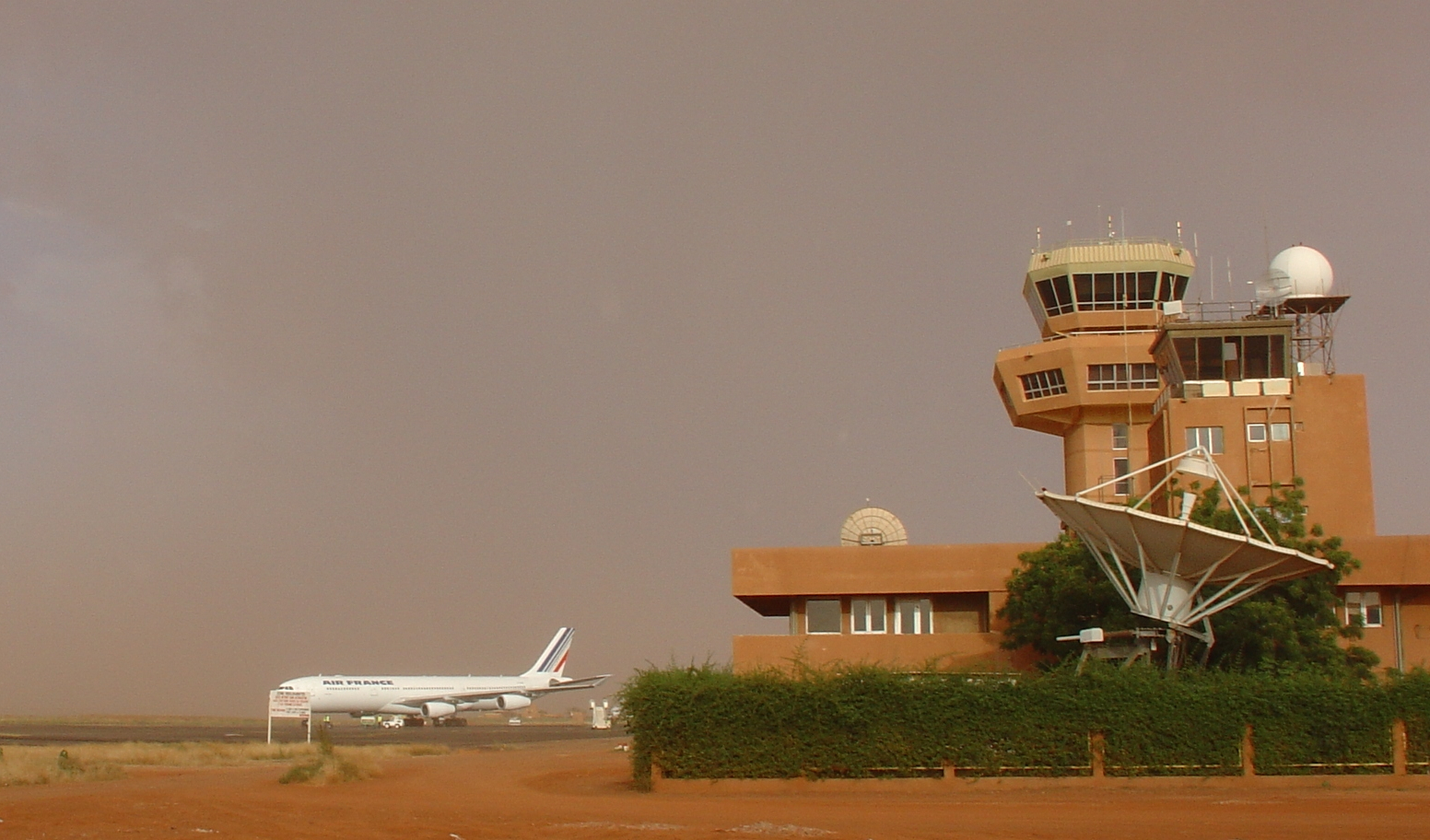
Flughafen Niamey

Der Fernverkehr von und nach Niamey erfolgt vor allem auf der Straße. Die vier großen nigrischen Busunternehmen Aïr Transport, Maissagé, Rimbo Transport und SNTV verbinden Niamey mit Agadez und Arlit im Norden sowie mit Diffa, Maradi und Zinder im Osten und Süden des Landes. Die Stadt liegt an der internationalen Fernstraße Dakar-N’Djamena-Highway. Busse fahren von Niamey auch in die Nachbarstaaten Benin, Burkina Faso und Mali. Der internationale Flughafen von Niamey ist der Diori-Hamani-Flughafen Niamey. Er liegt rund zwölf Kilometer südöstlich der Stadt. Es gibt keine planmäßigen Inlandsflüge. Die Fluglinie Nigeravia SA bietet Charterflüge im Inland an, die vor allem von Bankiers und Angestellten der Uranmine in Arlit genutzt werden. Niamey ist an kein Eisenbahnnetz angeschlossen. Die ursprünglich geplante Verlängerung der ab 1904 angelegten Abidjan-Niger-Bahn bis Niamey wurde nie verwirklicht. Auch gibt es trotz der Lage der Stadt am Fluss keinen regelmäßigen Personenverkehr auf dem Niger. Gelegentlich verkehren Pirogen flussaufwärts und flussabwärts. Der nächste Meereshafen befindet sich 1035 Kilometer entfernt in Cotonou im Nachbarland Benin. Die drei Brücken über den Fluss Niger in Niamey sind die 1970 eröffnete Kennedybrücke, die 2011 eröffnete Brücke der chinesisch-nigrischen Freundschaft und die 2021 eröffnete General-Seyni-Kountché-Brücke.

### Medien
Die meisten Printmedien des Landes werden in Niamey herausgegeben. Staatliche Zeitungen sind Sahel Dimanche und Le Sahel. Zu den privaten Zeitungen aus Niamey zählen La Hache, Le Canard Déchaîne, Libération, Le Républicain, La Roue de l’Histoire, L’Evénement, La Griffe, Alternative und Le Témoin. Weite Landesteile erreichen diese Zeitungen jedoch meist verspätet, außerdem schmälert der weit verbreitete Analphabetismus den Einfluss der Printmedien. Eine größere Reichweite besitzen die Radiosender der Stadt. Der staatliche Kurzwellen-Sender Voix du Sahel kann auch an vielen anderen Orten Nigers empfangen werden. Darüber hinaus gibt es zehn private Radiostationen in Niamey, die größten sind Saraounia, Anfani, Ténéré und REM. Ebenfalls seinen Sitz in der Hauptstadt hat der staatliche Fernsehsender Télé Sahel. Oft gesehen werden auch die Programme ausländischer, besonders französischsprachiger Fernsehsender wie TV5 Monde. Die heimischen Medien lassen sich in Hinblick auf ihre politische Ausrichtung meist klar erkennbar entweder der jeweiligen Regierung oder der Opposition zuordnen. Auf der von Reporter ohne Grenzen veröffentlichten Rangliste zur weltweiten Pressefreiheit erreichte Niger im Jahr 2013 den 43. Platz unter 179 Ländern.

## Söhne und Töchter der Stadt
- Ismaël Alassane (* 1984), Fußballspieler
- Barkiré Alidou (1925–im 20. oder 21. Jahrhundert), Politiker
- Hassana Alidou (1963–2023), Pädagogin und Diplomatin
- Ousseina Alidou (* 1963), Sprachwissenschaftlerin
- Bala Arabé (1925–1991), Offizier und Politiker
- Idrissa Arouna (* 1926), Offizier, Politiker und Diplomat
- Hamidou Arouna Sidikou (1946–2015), Geograph und Politiker
- Abdoulaye Badié (* 1963), Offizier
- Olivier Bonnes (* 1990), Fußballspieler
- Issoufou Boubacar (* 1990), Fußballspieler
- Amadou Boubacar Cissé (* 1948), Politiker, Premierminister Nigers
- Lucien Bouchardeau (1961–2018), Fußballschiedsrichter
- Souleymane Dela Sacko (* 1984), Fußballspieler
- Amadou Diallo (* 1963), Offizier und Politiker, Präfekt-Präsident des Gemeindeverbunds Niamey (1999–2000)
- Boubacar Diallo (1906–1965), Politiker
- Hamadou Djibo Issaka (* 1977), Ruderer
- Alfred Dogbé (1962–2012), Novellist und Dramatiker
- Oumarou Ganda (1935–1981), Filmregisseur, Drehbuchautor und Schauspieler
- Idé Gnandou (1957–2007), Politiker
- Abdoulkarim Goukoye (1964–2021), General
- Djibo Habi (1935–2008), Lehrer, Politiker und Diplomat
- Abdou Hamani (* 1942), Sprachwissenschaftler und Politiker
- Moussa Hassane Barazé (* 1968), Manager und Politiker
- Djibrilla Hima Hamidou (* 1965), Offizier
- Mariama Hima (* 1951), Anthropologin, Filmregisseurin, Diplomatin und Politikerin
- Moustapha Hima (* 1992), Boxer
- Adamou Idé (* 1951), Schriftsteller
- Abdoulrazak Issoufou Alfaga (* 1994), Taekwondoin
- Amadou Kader (* 1989), Fußballspieler
- Hélène Kaziendé (* 1967), Schriftstellerin
- Mariama Keïta (1946–2018), Journalistin
- Rahmatou Keïta (* 1957), Filmregisseurin, Journalistin und Autorin
- Karim Konaté (* 1987), Fußballspieler
- Issiakou Koudizé (* 1987), Fußballspieler
- Abdoulaye Diori Kadidiatou Ly (1952–2020), Richterin
- Moussa Maâzou (* 1988), Fußballspieler
- Aïchatou Maïnassara (1971–2020), Politikerin
- Fati Mariko (* 1964), Sängerin
- Djibo Mayaki (* 1939), Schriftsteller
- Ibrahim Hassane Mayaki (* 1951), Politiker, Premierminister Nigers
- Lambert Messan (1940–2013), Diplomat
- Boubacar Moussa (* 1932), Lehrer und Politiker
- Hadiza Moussa Gros (* 1960), Politikerin und Präsidentin des Obersten Gerichtshofs
- Hamadou Moussa Gros (* 1953), Offizier und Politiker
- N’Gadé Nana Hadiza Noma Kaka (* 1956), Politikerin und Diplomatin
- Bibata Niandou Barry (* 1955), Rechtsanwältin und Politikerin
- Harouna Niandou (* 1946), Journalist und Politiker
- Samira Sabou (* 1981), Journalistin und Bloggerin
- Badamassi Saguirou (* 2000), Leichtathlet
- Aminatou Seyni (* 1996), Sprinterin
- Saïdou Sidibé (1952–2018), Politiker
- Sani Souna Sido (1931–1977), Offizier und Politiker
- Mamane Souley (* 1965), Offizier
- Zalika Souley (1947–2021), Schauspielerin
- Mohamed Soumaïla (* 1994), Fußballspieler
- Boubacar Talatou (* 1987), Fußballspieler
- Ibrahim Tankary (* 1972), Fußballspieler
- Moussa Tondi (* 1928), Offizier und Politiker
- Aminatou Maïga Touré (* 1955), Diplomatin und Politikerin
- Salifou Wakasso (* 1960), General
- André Joseph Wright (1936–2010), Diplomat
- François-Robert Wright (* 1945), Offizier und Politiker
- Damouré Zika (1924–2009), Filmschauspieler